# Franz von Hohenwart

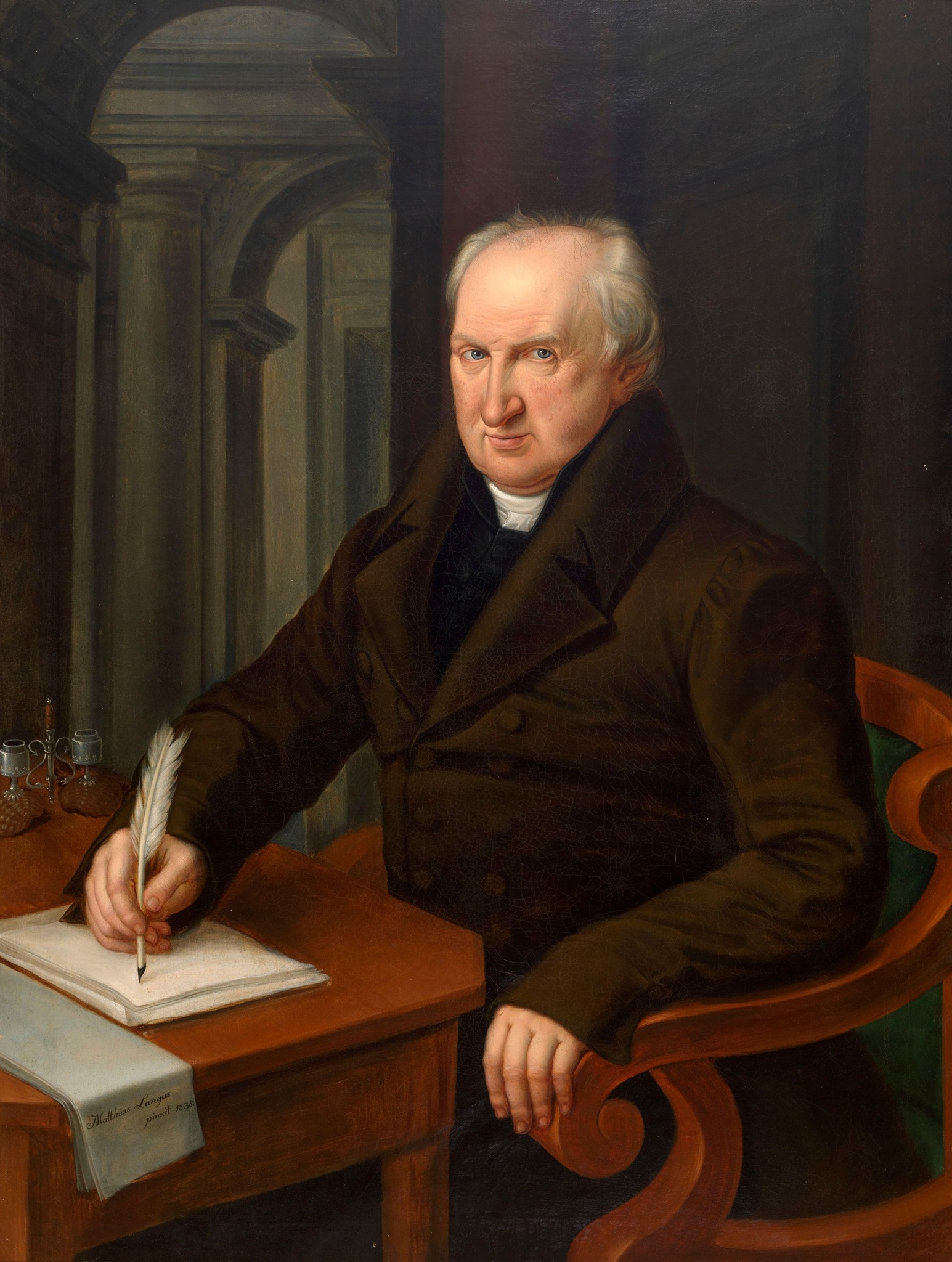
Franz Graf von Hohenwart, 1835

Franz Josef Hannibal Graf von Hohenwart, Selbstbezeichnung Franz Graf von Hohenwart (auch Hochenwart und Hohenwarth; * 24. Mai 1771 in Laibach; † 2. August 1844 ebenda), war ein Verwaltungsbeamter und Naturforscher aus Krain. Er entstammte der Adelsfamilie Grafen von Hohenwart.

## Leben
Hohenwart wurde als zweiter Sohn des Krainer Landrechtspräsidenten Georg Jacob Graf von Hohenwart geboren. Bereits im Elternhaus bekam er die Naturwissenschaften und Landwirtschaft unterrichtet. 1782 wurde er zu seinem Onkel Sigismund Anton von Hohenwart geschickt, um seine weitere Ausbildung zu erhalten. Dort wurde er zusammen mit dem späteren Kaiser Franz II. unterrichtet. Von Florenz kam er an die Universität Wien, an der er Naturgeschichte, Anatomie, Medizin und Montanistik studierte und sich mit Karl Franz Anton von Schreibers anfreundete. Sein Hauptstudium widmete er der Familientradition entsprechend den rechtswissenschaftlichen und politischen Fächern.
Hohenwart kehrte nach einer Reise durch Dalmatien nach Laibach zurück. Dort trat er in den Staatsdienst und widmete sich weiterhin seiner Begeisterung für die Natur Krains. 1794 gelang ihm die Erstbesteigung des Mangart in den Julischen Alpen sowie des Hochstuhls. Er gehörte dabei zu den regelmäßigen Gästen des Kreises um Sigmund Zois von Edelstein. In der Zeit der Koalitionskriege wurde er 1795 Kreiskommissär beim Laibacher Gubernium, 1803 Vizekapitän in Capo d’Istria, wo er ebenfalls durch kleinere Seefahrten sein naturwissenschaftliches Studium fortsetzen konnte, 1804 allerdings für 14 Tage in französische Haft geriet und schließlich 1809 Kreishauptmann in Rudolfswert. Als solcher organisierte er den Landsturm gegen die Franzosen. Nach Abzug der Franzosen aus Krain bemühte er sich mit um die Wiederherstellung der alten Ordnung. 1816 kam er als Gubernialrat nach Venedig, wurde jedoch 1820 aufgrund seiner schwachen Gesundheit in den Ruhestand versetzt.
Hohenwart kehrte nach Krain zurück, lebte im Sommer in Schloss Raunach bei St. Peter in Krain und im Winter in Laibach. Er bemühte sich um die Erschließung der Höhlen von Postojna (damals Adelsberger Grotten) und legte eine umfangreiche Naturalien- und Mineraliensammlung an. 1827 wurde er Präsident der Landwirtschaftlichen Gesellschaft für Krain, 1831 gelang ihm die Eröffnung des Landesmuseums für Krain. Diesem Museum übergab er große Teile seiner Sammlung. 1834 zog er sich aus dem Amt des Präsidenten der Landwirtschaftlichen Gesellschaft zurück, war jedoch weiter in der Gesellschaft aktiv. 1843 musste er sich aufgrund seiner schwindenden Kräfte auch vom Präsidium des Landesmuseums zurückziehen.
Hohenwart wurde am 3. August 1839 mit dem akademischen Beinamen Solmsius zum Mitglied (Matrikel-Nr. 1466) der Akademie der Naturforscher Leopoldina gewählt. Nach ihm ist der von ihm 1831 entdeckte Käfer Leptodirus hochenwartii Schmidt 1832 benannt. Die Entdeckung wurde durch den Laibacher Naturforscher Ferdinand Josef Schmidt am 21. Januar 1832 mit dem Beitrag zu Krain's Fauna. Leptodirus Hochenwartii, n. g., n. sp. im Illyrischen Blatt veröffentlicht.
Hohenwarts Erbe erhielt sein Neffe, der Staatsmann Karl Sigmund von Hohenwart.

## Werke (Auswahl)
- Wegweiser für die Wanderer in der berühmten Adelsberger und Kronprinz Ferdinands-Grotte bei Adelsberg in Krain, Sollinger, Wien 1830–1832. Erstes Heft; Zweites Heft; Drittes Heft.
- Leitfaden für die das Landes-Museum in Laibach Besuchenden, Laibach 1836 (Digitalisat).
- Beiträge zur Naturgeschichte, Landwirtschaft und Topographie des Herzogthums Krain, 2 Bände, Laibach 1837.

als Herausgeber
- Die Eröffnung des Landes-Museums in Laibach, wie selbe ... den 4. Oktober 1831 abgehalten wurde. Kleinmayr, Laibach 1832 (online, Google-Buchsuche).